# Bosumia tuberculata
Bosumia tuberculata är en insektsart som beskrevs av Willy Adolf Theodor Ramme 1929. Bosumia tuberculata ingår i släktet Bosumia och familjen gräshoppor. Inga underarter finns listade i Catalogue of Life.